# Operazione Old Bridge
L'Operazione Old Bridge è un'operazione di polizia, conclusasi nel febbraio del 2008, condotta dalla Polizia italiana e dall'FBI statunitense contro Cosa nostra. Ha portato all'arresto di 90 persone tra Italia e Stati Uniti stroncando inoltre il piano degli Inzerillo di riconquistare Palermo.

## Bilancio
Nell'operazione sono finiti in manette anche quattro boss, Giovanni Inzerillo, Frank Calì, Filippo Casamento e Mario Sferrazza. Quello che sicuramente era considerato in quel momento il capo della famiglia Gambino, Nicholas Corozzo è riuscito a fuggire grazie ad una soffiata, tuttavia si è costituito il 29 maggio 2008 all'FBI di New York: rischia l'ergastolo per i reati a lui contestati.
Gianni Nicchi, latitante sfuggito sia a questa maxiretata che alla precedente operazione Gotha del 2006, è stato catturato il 5 dicembre 2009 a Palermo, dalla polizia italiana. L'altro latitante, Salvatore Adelfio, è stato invece arrestato il 12 marzo 2009.